# Anania hasanensis
Anania hasanensis is een vlinder van de familie van de grasmotten (Crambidae). De wetenschappelijke naam van deze soort is voor het eerst voorgesteld als Opsibotys hasanensis door Valentina Kirpichnikova in een publicatie uit 1998.
De soort komt voor in het Russische Verre Oosten (Oblast Primorje).